# Avail
Avail — хардкор панк-группа из Ричмонда, образованная в 1987 году Джо Бэнксом, Дагом Кросби, Брайном Стюартом и Мики Уорстлером. Они играют панк-музыку, с персональной лирикой и мелодичными брейкдаунами.

## Участники
- Tim Barry — вокал
- Joe Banks — гитара
- Gwomper — бас-гитара
- Ed Trask — ударные

## Дискография
- 1992 — Satiate (Lookout! Records)
- 1993 — Live at the Kings Head Inn (Old Glory Records)
- 1994 — Dixie (Lookout! Records)
- 1996 — 4am Friday (Lookout! Records)
- 1997 — The Fall of Richmond (Lookout! Records, EP совместно с (Young) Pioneers)
- 1988 — Live at the Bottom of the Hill in San Francisco (Lookout! Records)
- 1988 — Over the James (Lookout! Records)
- 1999 — V.M. Live Presents…Avail (Liberation Records)
- 1999 — 100 Times (Fat Wreck Chords)
- 2000 — One Wrench (Fat Wreck Chords)
- 2002 — Front Porch Stories (Fat Wreck Chords)